# Eisenbahnunfall von Velilla de Ebro
Bei dem Eisenbahnunfall von Velilla de Ebro stießen am 3. Dezember 1940 die beiden Schnellzüge Madrid–Barcelona und der Gegenzug Barcelona–Madrid bei Velilla de Ebro, Provinz Saragossa, zusammen. 48 Menschen starben.

## Unfallhergang
Die Strecke Madrid–Barcelona war damals weitgehend eingleisig. Der aus Madrid kommende Zug hatte Verspätung, so dass die Kreuzung mit dem Gegenzug vom Bahnhof La Puebla de Híjar zum Bahnhof Velilla de Ebro verschoben wurde. Nach der Einfahrt in den Bahnhof überfuhr der Lokomotivführer des Zuges von Madrid jedoch das Ausfahrsignal des Bahnhofs. Die beiden Züge stießen frontal zusammen.
Ob das Ausfahrsignal „Halt“ zeigte oder eine Störung der Signalanlagen vorlag, ist nicht bekannt. Informationen zu Eisenbahnunfällen wurden von der Franco-Diktatur unterdrückt, Unterlagen oft vernichtet. 

## Folgen
48 Menschen starben bei dem Unfall, weitere 90 wurden verletzt. Sie wurden in Krankenhäuser nach Saragossa gebracht.